# NGC 460
NGC 460 is een open sterrenhoop in de Kleine Magelhaense wolk, die zich bevindt in het sterrenbeeld Toekan. Het hemelobject werd op 11 april 1834 ontdekt door de Britse astronoom John Herschel.

## Synoniem
- ESO 29-SC39